# Цистография
Цистогра́фия (др.-греч. κύστις «<мочевой> пузырь» + γράφω «пишу») — рентгенологический метод исследования, получение на рентгеновском снимке изображения мочевого пузыря с помощью заполнения его рентгеноконтрастным веществом, поступающим в пузырь нисходящим (из почек при урографии экскреторной) или восходящим (при введении его через мочеиспускательный канал) путём.
Метод рентгенологического исследования мочевого пузыря путём его искусственного контрастирования.
С помощью цистографии оценивают форму, величину и положение мочевого пузыря. Её применяют для выявления пороков развития (например, двойной мочевой пузырь), дивертикулов (рис. 1[прояснить]), камней, опухолей (рис. 2[прояснить]), повреждений мочевого пузыря, мочепузырных свищей, воспаления околопузырной клетчатки, опухолей предстательной железы, обнаружения пузырно-мочеточникового рефлюкса.
Для цистографии используют как жидкие, так и газообразные рентгеноконтрастные средства. Цистография с использованием жидких рентгеноконтрастных средств может быть восходящей (ретроградной) и нисходящей — завершающим этапом урографии. Восходящая цистография противопоказана при острых цистите, простатите и уретрите; не проводят цистографию при гематурии или вскоре после неё, так как дефекты наполнения, обусловленные наличием в мочевом пузыре сгустков крови, могут стать причиной ошибочного диагноза, в частности опухоли мочевого пузыря.
Восходящую цистографию осуществляют с помощью катетера, через который в мочевой пузырь вводят 150−200 мл 10−30 % раствора рентгеноконтрастного вещества (триомбраста, йодамида, верографина, урографина и др.). Нисходящую цистографию проводят после оптимального заполнения мочевого пузыря контрастированной мочой, выделенной почками (приблизительно через 1 час после введения рентгеноконтрастного вещества). Так как восходящая и нисходящая цистография не позволяют получить изображение небольших опухолей и малоконтрастных или неконтрастных камней, для выявления этих образований прибегают к пневмоцистографии, при которой мочевой пузырь заполняют 150−200 мл газа (углекислого газа, закиси азота, кислорода), или двойному контрастированию мочевого пузыря (лакунарная цистография). Для двойного контрастирования в мочевой пузырь сначала вводят через катетер 15−20 мл 20−30 % рентгеноконтрастного средства, а затем — 150−200 мл газа (см. выше). С целью подтверждения опухолей мочевого пузыря можно использовать так называемую осадочную пневмоцистографию, при которой сначала в мочевой пузырь вводят 100−150 мл 10−15 % взвеси сульфата бария. Для того чтобы сульфат бария равномерно оседал на стенках мочевого пузыря, больной должен лежать, попеременно поворачиваясь на правый и левый бок, на спину и живот (при опухоли области шейки мочевого пузыря больной во время исследования находится в положении стоя или сидя). Через 30−40 мин взвесь сульфата бария при произвольном мочеиспускании из мочевого пузыря удаляется, и в пузырь вводят 100−150 мл закиси азота или углекислого газа.
Рентгенографию проводят под контролем телевизионного просвечивания в прямой, косых или атипичных проекциях. Использование томографии способствует лучшей визуализации стенок мочевого пузыря, выявлению внутрипузырных и околопузырных патологических процессов, дивертикулов, а также вдающейся в полость мочевого пузыря увеличенной предстательной железы. Для определения толщины стенки мочевого пузыря, главным образом при опухолях, применяют пневмоперицистографию (введение газа в околопузырную клетчатку внутрибрюшным, надлобковым или промежностным доступом), которую целесообразно сочетать с осадочной пневмоцистографией.
Осложнением цистографии является инфицирование мочевого пузыря. При пневмоперицистографии существует опасность газовой эмболии, поэтому при проведении этого исследования следует использовать углекислый газ или закись азота.

## Характеристика
Цистография предусматривает использование различных рентгеноконтрастных веществ (сергозин, уротраст и др.) или газа (кислород или углекислый газ — т. н. пневмоцистография). Выявление на снимке деформаций контуров мочевого пузыря, дефектов его наполнения (то есть участков отсутствия рентгеноконтрастного вещества) способствует распознаванию камней и заболеваний стенок мочевого пузыря (туберкулёз, опухоль) и предстательной железы.

## Цистолитотрипсия
Цистолитотрипсия — хирургическая операция: дробление камней мочевого пузыря.